# Pölkenstraße 19 (Quedlinburg)

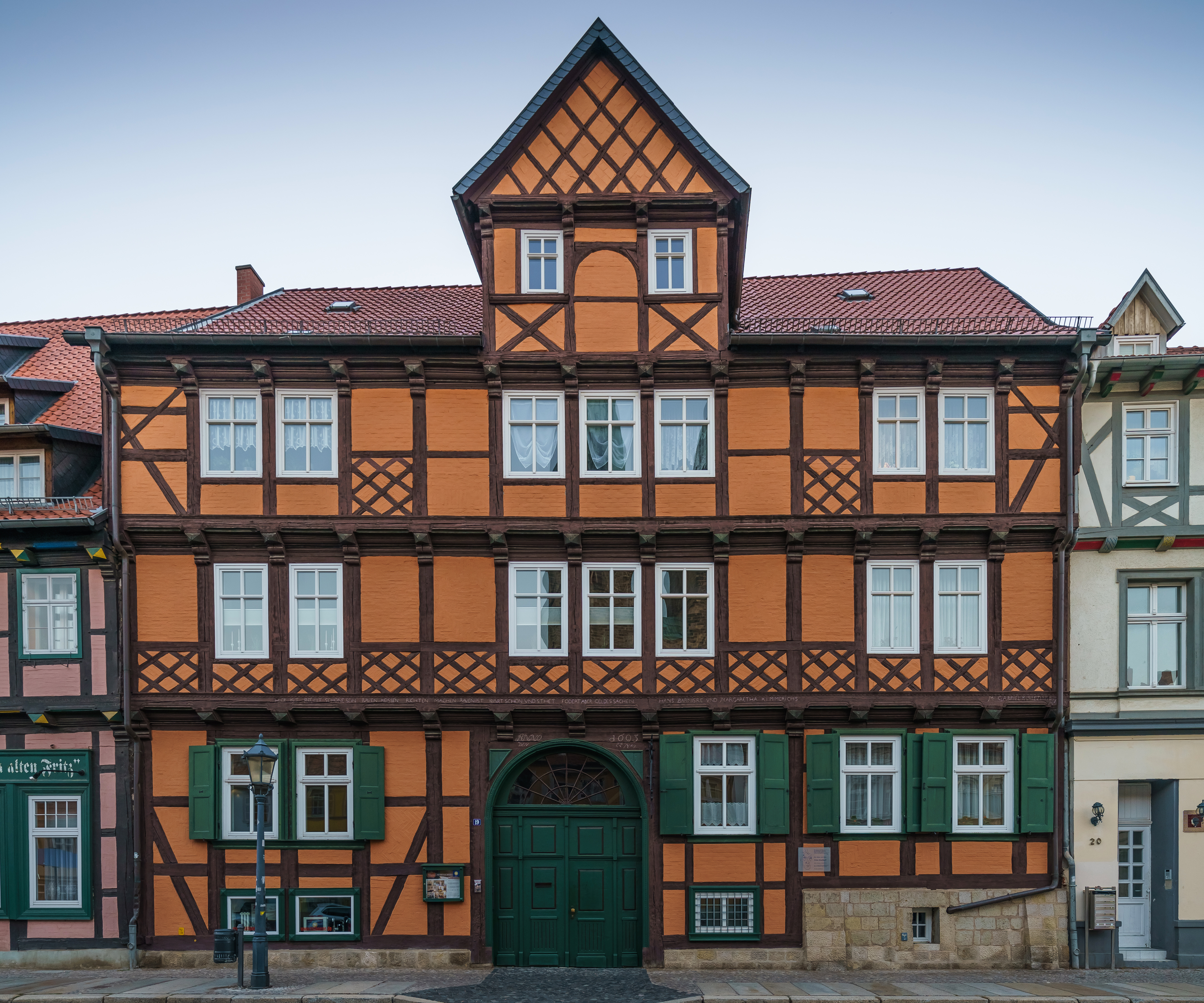
Haus Pölkenstraße 19

Das Haus Pölkenstraße 19 ist ein denkmalgeschütztes Gebäude in der Stadt Quedlinburg in Sachsen-Anhalt.

## Lage
Es befindet sich in der historischen Neustadt Quedlinburgs auf der Westseite der Pölkenstraße. Es gehört zum UNESCO-Weltkulturerbe. Im Quedlinburger Denkmalverzeichnis ist das Gebäude als Kaufmannshaus eingetragen. Südlich grenzt das gleichfalls denkmalgeschützte Haus Pölkenstraße 18 an.

## Architektur und Geschichte
Das dreigeschossige Fachwerkhaus wurde im Jahr 1693 durch den Zimmermeister Gabriel Rühle gebaut. Auf ihn verweist die mit einem Wappen versehene Inschrift M. GABRIEL RUHLE ZIMMRMAN. Im Erdgeschoss des Hauses befindet sich eine große Hausdurchfahrt. In den Brüstungsfeldern der Fachwerkfassade finden sich Rautenkreuze. Die Randgefache des zweiten Obergeschoss sind mit Fachwerkfiguren des Halben Manns versehen, ein sehr frühes Erscheinen dieser Zierform in Quedlinburg. Darüber hinaus besteht ein Tröpfchenfries unter dem abschließenden Profil auf der Stockschwelle. Mittig ist ein mit Ladeluke versehenes Zwerchhaus angeordnet.
Auf der Südseite des Hofs befindet sich ein in der Zeit um 1900 entstandener, aus Backsteinen errichteter Gebäudeflügel. Der nördliche Hofflügel ist älter und entstand im 17. Jahrhundert. Das dreigeschossige Gebäude ist in Fachwerkbauweise errichtet, wobei das Erdgeschoss in massiver Bauweise ausgeführt ist. Es ruht auf einem Quadersockel und verfügt über Fußbänder, Das zweite Obergeschoss entstand im 19. Jahrhundert.